# Мария Румынская
Мария (нем. Marie von Hohenzollern-Sigmaringen; 27 декабря 1899 (8 января 1900) — 22 июня 1961) — королева-консорт Югославии, румынская принцесса из династии Гогенцоллернов-Зигмарингенов.

## Биография
Дочь короля Румынии Фердинанда I и королевы Марии, урожденной герцогини Эдинбургской. Со стороны матери являлась правнучкой королевы Великобритании Виктории и российского императора Александра II. В семье Марию звали Миньон (фр. Mignon — милая), чтобы не путать с матерью. Мария была очень образованной женщиной. Она говорила на нескольких языках, увлекалась живописью и скульптурой, сама водила машину, что в то время было весьма редким явлением для женщины её положения.
Покровительствовала Мариинскому донскому институту, находившемуся в Сербии с 1919 по 1941 годы.
8 июня 1922 года Мария вышла замуж за Александра I Карагеоргиевича, короля Сербов, Хорватов и Словенцев, впоследствии короля Югославии.
После убийства её мужа Александра в 1934 году Мария стала регентшей при своём несовершеннолетнем сыне короле Югославии Петре II.
В 1945 году, после провозглашения Югославии Социалистической Республикой и изгнания короля, монаршее семейство отправилось в Лондон. Там Мария и умерла 22 июня 1961 года.

## Награды
- Георгиевская медаль 4-й степени (№ 247 832). Пожалована 3 октября 1916 года Николаем II за открытие в Бухарестском дворце госпиталя для раненых румын, русских и сербов и работу в нем под обстрелом цеппелинов и аэропланов[2].

## Дети
В браке у Марии родилось трое сыновей:
- Пётр (1923—1970), король Югославии (1934—1945), был женат на греческой принцессе Александре;
- Томислав Карагеоргиевич(1928—2000), был женат на Маргарите Баденской, затем на Линде Мэри Бонней;
- Андрей Карагеоргиевич (1929—1990), был женат три раза.